# Benjamin G. Orr

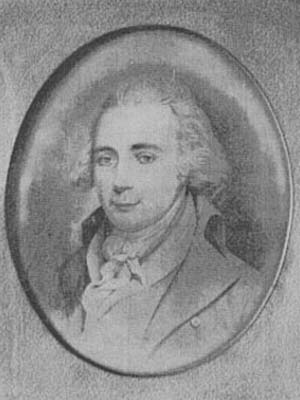
Benjamin G. Orr

Benjamin Grayson Orr (* 1762 wahrscheinlich in Colony of Virginia; † 10. April 1822 in Washington, D.C.) war ein US-amerikanischer Politiker. Zwischen 1817 und 1819 war er Bürgermeister von Washington D.C.

## Werdegang
Benjamin Orr war zunächst als Kaufmann in Georgetown tätig. Außerdem arbeitete er in der Immobilienbranche. Als Händler gehörte er auch zu den Lieferanten der United States Army. Später zog er nach Washington, wo er 1812 in den Stadtrat gewählt wurde. Seine Parteizugehörigkeit ist nicht überliefert. Im Jahr 1817 wurde Orr vom Stadtrat zum Bürgermeister der Bundeshauptstadt gewählt. Dieses Amt bekleidete er nach einer Wiederwahl zwischen Juni 1817 und Juni 1819. Erwähnenswert ist, dass bis 1871 der Bürgermeister von Washington nicht den gesamten District of Columbia verwaltete. Die damals selbstständige Stadt Georgetown stellte bis 1871 ihren eigenen Bürgermeister. Als Bürgermeister kümmerte sich Orr vor allem um die Verbesserung der Infrastruktur. Außerdem wurde damals die erste Freiwillige Feuerwehr gegründet. Überdies entstanden ein Stadtgefängnis und ein offizielles Rathaus (City Hall). Die Gelder dafür kamen aus einer von Orr ins Leben gerufenen Lotterie. Er starb am 10. April 1822 und wurde auf dem Kongressfriedhof in Washington beigesetzt.